# Heliport Xewkija
Heliport Xewkija – heliport położony na wyspie Gozo, niedaleko miejscowości Xewkija, na Malcie.